# 13209 Arnhem
13209 Arnhem (tên chỉ định: 1997 GQ41) là một tiểu hành tinh vành đai chính. Nó được phát hiện bởi Eric Walter Elst ở Đài thiên văn La Silla ở Chile ngày 9 tháng 4 năm 1997. Nó được đặt theo tên thành phố thuộc Arnhem, Hà Lan.